# Bourget-en-Huile
Bourget-en-Huile ist eine französische Gemeinde mit 143 Einwohnern (Stand: 1. Januar 2022) im Département Savoie in der Region Auvergne-Rhône-Alpes (vor 2016 Rhône-Alpes). Sie liegt im Arrondissement Chambéry und dem Kanton Montmélian (bis 2015 La Rochette).

## Lage
Bourget-en-Huile liegt etwa 24 Kilometer ostsüdöstlich von Chambéry. Umgeben wird Bourget-en-Huile von den Nachbargemeinden Champlaurent im Norden, Le Pontet im Osten und Nordosten, Saint-Alban-d’Hurtières im Osten und Südosten sowie La Table im Süden und Westen.

## Bevölkerungsentwicklung
| Jahr                       | 1962 | 1968 | 1975 | 1982 | 1990 | 1999 | 2006 | 2013 |
| -------------------------- | ---- | ---- | ---- | ---- | ---- | ---- | ---- | ---- |
| Einwohner                  | 85   | 91   | 96   | 99   | 81   | 125  | 127  | 147  |
| Quellen: Cassini und INSEE |      |      |      |      |      |      |      |      |

## Sehenswürdigkeiten

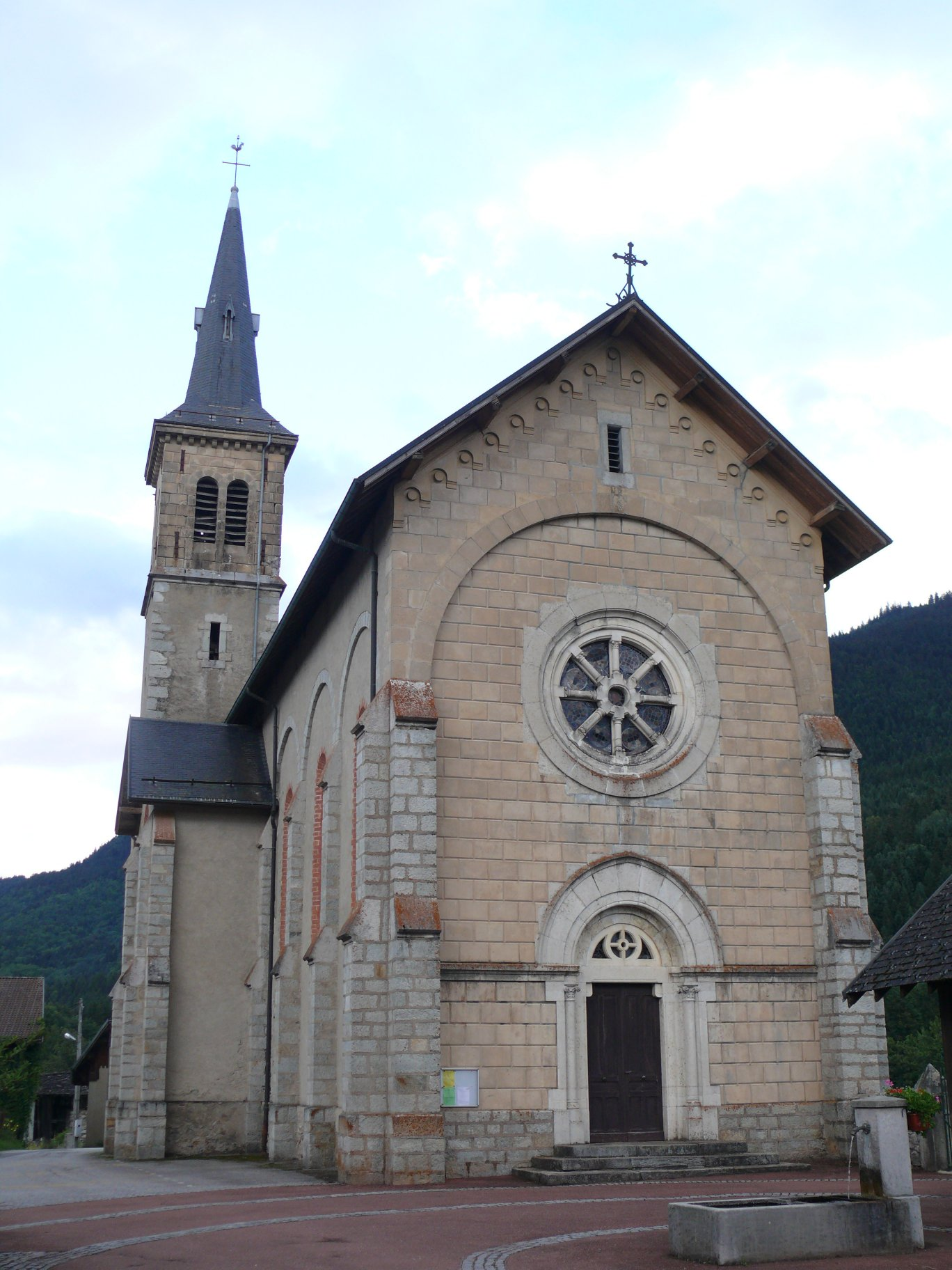
Kirche Sainte-Thècle
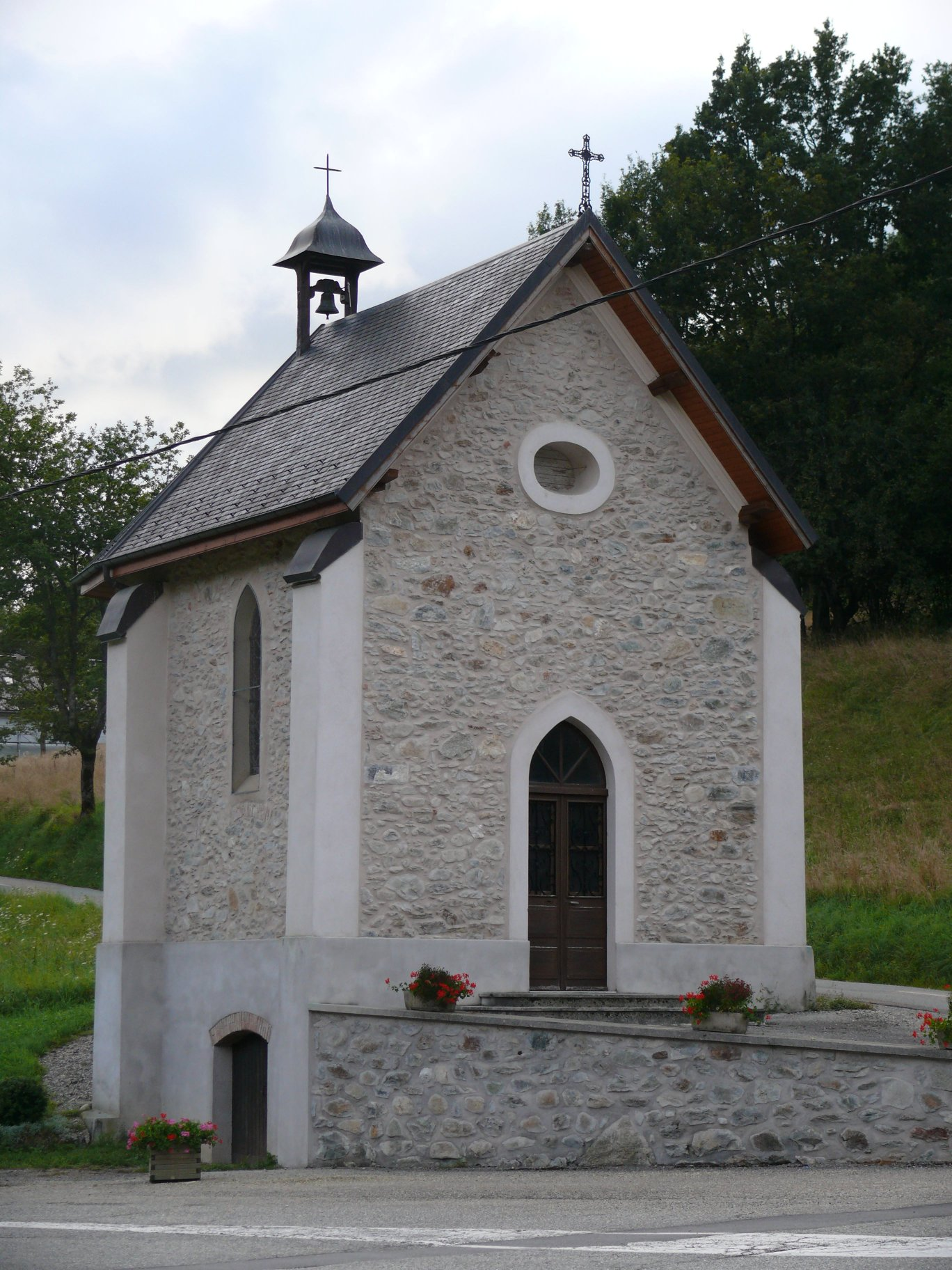
Kapelle Notre-Dame-de-Lourdes
- Kapelle Notre-Dame-du-Bon-Secours

- Kirche Sainte-Thècle
- Kapelle Notre-Dame-de-Lourdes